# Фонд борьбы с коррупцией
«Фонд борьбы́ с корру́пцией» — российский некоммерческий фонд, созданный Алексеем Навальным в 2011 году, основной деятельностью которого являются журналистские расследования, раскрытия коррупционных схем и пресечения коррупции в высших органах российской власти.
Координаторы проектов Навального («РосПил», «РосЯма», «РосВыборы», «Добрая машина правды», «РосЖКХ») являлись сотрудниками Фонда. В 2014 году в фонде работало около 40 человек.
С 2013 года ФБК выпустил 146 антикоррупционных расследований, которые набрали 892 млн просмотров на YouTube, некоторые из которых вызвали широкий общественный резонанс. Опубликованный в январе 2021 года на YouTube документальный фильм-расследование «Дворец для Путина. История самой большой взятки» набрал 130 млн просмотров и стал лидером по количеству просмотров среди неразвлекательного контента в русскоязычном YouTube, а также рекордсменом по количеству положительных оценок пользователей в российском сегменте YouTube.
20 июля 2020 года Алексей Навальный объявил о ликвидации фонда как юридического лица и переносе его на другое юридическое наименование. Причиной ликвидации стал иск от компании «Московский школьник», по которому ФБК, юрист фонда Любовь Соболь и сам Навальный должны были выплатить около 88 миллионов рублей — каждый по около 29 млн рублей. Новым формальным наименованием стало «некоммерческая организация „Фонд защиты прав граждан“» (НКО «ФЗПГ»). Бренд «Фонд борьбы с коррупцией» при этом сохранился.
В октябре 2019 года Министерство юстиции России объявило ФБК «иностранным агентом». В 2021 году прокуратура г. Москвы потребовала признать «Фонд борьбы с коррупцией» и «Фонд защиты прав граждан» экстремистскими организациями. С 26 апреля в Мосгорсуде проходили заседания по делу. 27 апреля суд ограничил работу «Фонда борьбы с коррупцией» и «Фонда защиты прав граждан», запретив им совершать определённые действия. Директор ФБК Иван Жданов заявил, что ФБК не планирует «как-то учитывать эти запреты в своей деятельности». 9 июня 2021 года ФБК был признан экстремистской организацией и ликвидирован по решению суда. 29 сентября 2021 года Минюст исключил ФБК из реестра «иностранных агентов» в связи с ликвидацией организации. 22 марта 2022 года Навальный объявил о создании международного «Фонда борьбы с коррупцией» (Anti-Corruption Foundation International).
29 января 2024 года Басманный суд Москвы заочно арестовал главу ФБК Марию Певчих по статьям о «фейках» о ВС РФ, «организации деятельности экстремистского сообщества» и «вандализме»; Дмитрия Низовцева и Киру Ярмыш — по статьям о «фейках» и «участии в экстремистском сообществе»; главу соцслужбы организации Анну Бирюкову — за «оправдание терроризма» и «участие в экстремистском сообществе».
16 августа Росфинмониторинг внёс в список «экстремистов и террористов» главу «Международного фонда борьбы с коррупцией» Марию Певчих и пресс-секретаря Юлии Навальной, бывшего пресс-секретаря Алексея Навального, Киру Ярмыш. Вместе с ними в реестр были добавлены ещё несколько человек, имевших отношение к ФБК: ведущий канала «Популярная политика» Дмитрий Низовцев, продюсер канала «Навальный LIVE» Нина Волохонская, осуждённый по делу об участии в штабах Навального и донатах ФБК Алексей Маляревский, адвокаты Александр Федулов и Ольга Михайлова.

## Команда

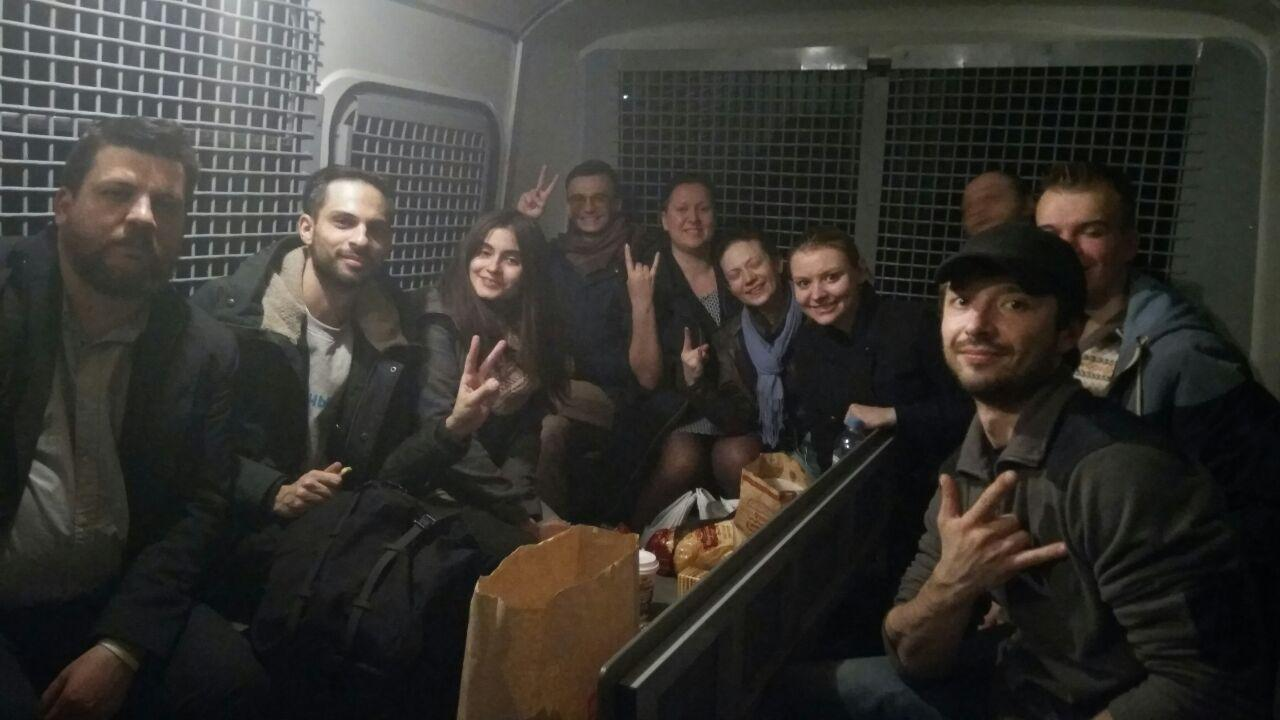
Сотрудники ФБК, арестованные за неповиновение сотрудникам полиции
26 марта 2017

### Действовавшее на момент ликвидации руководство
| Должность                                            | Имя                |
| ---------------------------------------------------- | ------------------ |
| Основатель                                           | Алексей Навальный  |
| Директор                                             | Иван Жданов        |
| Исполнительный директор                              | Владимир Ашурков   |
| Пресс-секретарь                                      | Кира Ярмыш         |
| Генеральный продюсер YouTube-канала «Навальный LIVE» | Любовь Соболь      |
| Руководитель юридического отдела                     | Вячеслав Гимади    |
| Руководитель социологической службы                  | Анна Бирюкова      |
| Руководитель отдела расследований                    | Мария Певчих       |
| Заместитель руководителя отдела расследований        | Георгий Албуров    |
| Руководитель IT-отдела                               | Владислав Романцов |
| Арт-директор                                         | Варвара Михайлова  |
| Руководитель проекта «РосПил»                        | Александр Головач  |

### Члены команды
Менеджерами проектов ФБК являлись Руслан Шаведдинов, Илья Пахомов, Кристина Анисенко. В юридический отдел входили: Александр Помазуев, Владлен Лось, Евгений Замятин, Полина Мурыгина, Данил Новиков и Алексей Молокоедов. Проектом «РосПил» также занимался Валерий Золотухин. Помимо этого, в команду входили социолог Павел Грибунин, менеджер видеопродакшена Виталий Колесников, менеджер рассылок Ян Матвеев, SMM-менеджер Владимир Беломытцев, режиссёр монтажа Александра Дубровская, оператор-монтажёр Ярослав Мудряков, аналитик Мария Захарова, редактор Елена Рябинина, специалисты техподдержки Артём Ионов и Александр Данилов, офис-менеджер Ольга Булаева.
Директором фонда с 2014 года по декабрь 2018 года являлся Роман Рубанов.
В марте 2023 года Леонид Волков покинул пост председателя международного фонда из-за того, что подписался под письмом с призывом снять санкции с Михаила Фридмана. На должность председателя была назначена Мария Певчих.

## Создание фонда
Фонд зарегистрирован 9 сентября 2011 года (уч. № 7714013315, ОГРН 1117799018204). По словам Владимира Ашуркова, основатели фонда получили опыт публичного и прозрачного сбора денежных средств, организовав финансирование проекта «РосПил». Через платёжную систему «Яндекс.Деньги» была собрана значительная сумма, финансово обеспечивавшая работу проекта на год. Параллельно создателями фонда прорабатывались идеи привлечения на постоянной основе профессиональных юристов и экономистов к поиску и пресечению коррупционных схем в системе государственных закупок. Договорная основа позволила бы получить некоторые гарантии, в отличие от схемы работы с волонтёрами.
Согласно выписке из ЕГРЮЛ, опубликованной на сайте ФБК, 8 мая 2019 года фонд был перерегистрирован как некоммерческая организация «Фонд защиты прав граждан» (НО «ФЗПГ») на формального учредителя — директора Гусеву Ольгу Андреевну. С декабря 2018 года директором был назначен руководитель юридического отдела фонда Иван Жданов.
Исполнительным директором фонда с февраля 2012 года являлся Владимир Ашурков, который был вынужден покинуть «Альфа-групп» ради работы в ФБК.

## Цели работы
Фонд борьбы с коррупцией объединял все проекты Навального: «РосПил», «РосЯма», «РосВыборы», «Добрая машина правды», «РосЖКХ». Владимир Ашурков сформулировал стратегию фонда как давление на власть с целью подтолкнуть её к внутренним преобразованиям, работая по двум направлениям: организация локальных ситуаций, в которых государственные структуры будут чувствовать давление, и создание реальной альтернативы нынешней властной системе.
По словам Навального, участники фонда хотели создать новый стандарт прозрачности для сбора и расходования средств.

## Финансирование
По словам Ашуркова, «постоянный фандрайзинг является необходимым условием функционирования» фонда. Создатели хотят выстроить систему, которая позволит фонду «не зависеть от одного источника финансирования». В апреле 2012 года создатели оценивали годовой бюджет фонда примерно в 300 000 $. При наличии бо́льших средств фонд планировал расширяться. Создатели фонда пообещали обнародовать первоначальный список людей, которые внесли свой вклад в фонд.
За 2013 год фонд с помощью пожертвований собрал 23 млн рублей. Бюджет фонда по состоянию на 2014 год составлял 3 млн рублей в месяц.
В мае 2021 года Карл Гершман, президент Национального фонда демократии, и Барбара Хэйг, его заместитель по политике и стратегии, в ходе видеопранка Вована и Лексуса, которые притворились Светланой Тихановской, рассказали, что их организация «находится в тесном контакте» с Леонидом Волковым.

### Первые публичные спонсоры
Первыми публичными спонсорами фонда 13 февраля 2012 года стали сын основателя «Вымпелкома» бизнесмен Борис Зимин (подтвердил, что уже дал 300 000 руб. и будет примерно столько же давать каждый месяц) и бывший менеджер «Альфа-групп» Владимир Ашурков (подтвердил, что дал 300 000 руб.). 30 мая 2012 года был обнародован список первых 16 спонсоров фонда:
| №  | ФИО                 | Справка                                                                              |
| -- | ------------------- | ------------------------------------------------------------------------------------ |
| 1  | Владимир Ашурков    | исполнительный директор Фонда                                                        |
| 2  | Роман Борисович     | вице-президент ООО «Росгосстрах»                                                     |
| 3  | Дмитрий Быков       | писатель                                                                             |
| 4  | Сергей Гречишкин    | управляющий партнёр Alcantara Asset Management                                       |
| 5  | Сергей Гуриев       | бывший ректор Российской экономической школы                                         |
| 6  | Екатерина Журавская | профессор Парижской школы экономики и Российской экономической школы                 |
| 7  | Борис Зимин         | предприниматель                                                                      |
| 8  | Кирилл Иртюга       | партнёр УК «РосинвестОтель»                                                          |
| 9  | Александр Лебедев   | председатель совета директоров «Национальной резервной корпорации»                   |
| 10 | Артём Любимов       | первый заместитель генерального директора ЗАО «Большой город» (бухгалтерские услуги) |
| 11 | Леонид Парфёнов     | журналист                                                                            |
| 12 | Павел Просянкин     | финансист                                                                            |
| 13 | Алексей Савченко    | директор по стратегическому планированию Консорциума «Альфа-Групп»                   |
| 14 | Денис Соколов       | предприниматель                                                                      |
| 15 | Виктор Ярутов       | бизнесмен, совладелец Группы Компаний «Ниеншанц»                                     |
| 16 | Борис Акунин        | писатель                                                                             |

По словам Навального, «они уже перечислили 4,4 млн руб., а ещё 4 млн гарантировали на вторую половину года», что обеспечивает бо́льшую часть запланированного годового бюджета фонда (300 000 $).
По словам Владимира Ашуркова и Навального, переговоры велись на протяжении трёх месяцев, и некоторые из тех, с кем они проходили, в итоге решили воздержаться от взносов в фонд. Однако, многие из тех, кто в итоге поддержал проект, несмотря на то, что не связаны никакими договорными обязательствами, пообещали регулярно делать пожертвования. Это позволяет планировать деятельность фонда. В случае роста добровольных взносов предполагается развивать штат проектов фонда, особую роль уделяя антикоррупционному «РосПилу». Причём все представители бизнеса поддерживают фонд финансово как частные лица.
По словам Навального, для того, чтобы помочь потенциальным жертвователям решиться на поддержку фонда и похожих проектов, первые из тех, кто уже сделал это, назовут свои имена. А Владимир Ашурков предположил, что позже имена финансово поддерживающих фонд не будут обнародовать, за исключением случаев, когда об этом будут просить сами дарители. Ашурков сказал, что топ-менеджер «Альфа-Групп» Алексей Савченко появился в списке спонсоров благодаря знакомству с ним. Навальный отметил, что других спонсоров из «Альфы» у фонда нет.

### Массовый сбор пожертвований
В качестве стратегии финансирования для фонда Навальный заявил сбор небольших сумм пожертвований, но с привлечением широкого круга жертвователей, особо выделяя важность массовой поддержки.

### Уголовное дело об отмывании денег (2019)
3 августа 2019 года, во время протестов за регистрацию кандидатов в Мосгордуму, СК РФ возбудил уголовное дело по ч. 4 ст. 174 УК РФ (Легализация (отмывание) денежных средств или иного имущества, приобретённых другими лицами преступным путём). Следствие считает, что близкие к ФБК люди, а также сотрудники фонда, в 2016—2018 годах легализовали через счета организации около 1 миллиарда рублей, которые были получены ими от неустановленных лиц, получивших эти деньги преступным путём. Леонид Волков, комментируя эту информацию, заявил, что сотрудники правоохранительных органов хотят объявить «отмыванием денег» пожертвования в фонд, которые шли через его счета, и таким образом сделать невозможным финансирование региональных штабов Навального. 8 августа в качестве обеспечительной меры был наложен арест на счета ФБК и некоторых его сотрудников на 75 миллионов рублей; были также заблокированы банковские счета региональных штабов Навального (в целом арест был наложен более чем на 100 счетов). По словам Леонида Волкова, 75 миллионов рублей, которые якобы были отмыты, представляют собой выручку от продажи пожертвованных ФБК биткойнов, когда покупатели оплачивали покупку биткойнов, внося наличные на счёт через банкоматы. По мнению Волкова, это «простая, известная и совершенно законная операция», а цель уголовного дела — «разломать финансирование нашей структуры, чтобы мы не могли платить зарплату, налоги, аренду».
В рамках производства по данному уголовному делу 8 августа 2019 года были произведены обыски в квартирах 6 сотрудников, а также в офисе Фонда борьбы с коррупцией. 12 сентября были проведены обыски в штабах Навального и у его сотрудников в 43 регионах, 15 октября — в 30 регионах. По словам Леонида Волкова, 15 октября следователи пришли в том числе к «бывшим сотрудникам штабов, родственникам и даже бывшим супругам сотрудников штабов».
21 ноября 2019 года ФБК подал иск к президенту Владимиру Путину в Тверской районный суд Москвы. Фонд просит признать президента виновным в уклонении от своих конституционных обязанностей по защите прав граждан. Эти права, по мнению фонда, нарушаются Следственным комитетом при расследовании дела об отмывании крупной суммы денег через ФБК. Суд отказался принять иск, сославшись на принцип разделения властей.
В феврале и марте 2020 года 98 сотрудников ФБК, у которых в 2019 году прошли обыски, направили жалобы на нарушение права на уважение частной жизни (ст. 8 Европейской конвенции по правам человека) в ЕСПЧ.
2 марта 2020 года Басманный суд арестовал банковские счета Навального, его жены, родителей и детей, а также директора ФБК Жданова, его жены и родителей, на 75 млн рублей каждый. Следствие аргументировало арест счетов тем, что их владельцы являются «сторонниками штаба Навального», которые «возможно, причастны к легализации денежных средств, приобретённых преступным путём».
6 марта 2020 года ФБК подал в ЕСПЧ обширный иск по нескольким статьям ЕКПЧ к российским властям в связи с уголовным делом о якобы имевшем место отмывании денег.

## Проекты фонда

### РосПил
rospil.info — созданный в декабре 2010 года Алексеем Навальным проект, посвящённый борьбе со злоупотреблениями в государственных закупках. Проект работает по следующей схеме: пользователи сайта выявляют предполагаемые коррупционные закупочные конкурсы (как правило, с помощью официального портала госзакупок), профессиональные эксперты оценивают конкурсы с точки зрения возможной коррумпированности, юристы проекта на основе проведённых экспертиз пишут жалобы в контролирующие органы (прежде всего, в Федеральную антимонопольную службу) с целью отмены коррупционных закупок. Эксперты и пользователи, занимающиеся поиском коррупционных закупок, являются добровольцами. Юристы же являются сотрудниками «РосПила» (в дальнейшем ФБК) и получают официальную зарплату из средств проекта. Для финансирования проекта был организован сбор частных пожертвований.

### РосЖКХ
«РосЖКХ» (roszkh.ru РосЖКХ. roszkh.ru. Дата обращения: 15 января 2020.) — интернет-сервис для отправки жалоб на работу коммунальных служб во всех регионах России. Был открыт 8 ноября 2012 года. Для подачи заявления достаточно вписать свой адрес и имя, и кратко изложить суть проблемы. После этого жалоба автоматически направляется в несколько надзорных инстанций. Только за первую неделю через сервис было отправлено около 96 тысяч обращений в коммунальные службы.

### РосЯма
«РосЯма» (rosyama.ru РосЯма. rosyama.ru. Дата обращения: 15 января 2020.) — российский интернет-сервис для автоматизированной отправки жалоб на ямы и другие дефекты дорожного покрытия. Открыт 30 мая 2011 года. Через «РосЯму» пользователи могут сообщить в ГИБДД о дорожном дефекте и приложить фотографию. После обработки заявления ГИБДД открывает административное дело и выдаёт подрядчику предписание устранить дефект в 12-дневный срок. Идея проекта была быстро перенята в соседних странах. Уже в 2011 году в Казахстане, Белоруссии и Украине действовали региональные аналоги «РосЯмы» — «КазЯма», «БелЯма» и «УкрЯма».

### Добрая машина правды
mashina.org — проект Алексея Навального, с помощью которого он пытался распространять информацию о злоупотреблениях и коррупции во власти. Первоначальное название: «Добрая машина пропаганды». Запущен 29 мая 2012 года. ДМП позиционировала себя как альтернатива и конкурент «Злой машине пропаганды», то есть официальным российским СМИ. Некоторыми источниками рассматривался как имевший пропагандистскую направленность.
В рамках проекта добровольцы устраивали различные акции, встречи, распространяли спам и листовки с информацией о коррупции, а также различных проектах ФБК и Навального.
Проект был заморожен в середине 2014 года. По словам Навального, он переоценил возможности интернета для пропаганды и победы над обычными СМИ.

## Медиа
В конце 2016 года на стратегической сессии ФБК было решено создать вдобавок к основному каналу в YouTube (где размещались расследования и заявления Алексея Навального) дополнительный, который по словам Любови Соболь, был предназначен для «прямых трансляций, для распространения наших идей, наших взглядов, чтобы можно было обмениваться этим с нашей аудиторией, потому что до этого мы пользовались только встречами в офлайне, рассылками, но на телевидение нас уже не пускали». Альтернативными вариантами было создание собственного телеканала и радиостанции, от которых в итоге отказались из-за нехватки ресурсов и наличия у власти методов административного противодействия. Впервые об интернет-трансляциях Навальный задумался после того, как на праймериз «Парнас» весной 2016 года второе место получил активист Вячеслав Мальцев, чей канал прямых эфиров «Артподготовка» смотрели в среднем 150 000 человек в день.
Продюсером нового канала стала ранее работавшая в глянцевых журналах Оксана Баулина. За два месяца в будущую студию была переделана комната колл-центра, закуплено оборудование, также были разработаны идеи и антураж. Изначально над контентом работали четыре человека. 15 марта 2017 года состоялся первый эфир интернет-канала «Навальный Live», в котором Леонид Волков рассказывал о предвыборной кампании политика. На следующий день вышел первый выпуск утренней программы «Кактус», которую первоначально вели Николай Ляскин и Любовь Соболь, представлявшей собой обсуждение актуальных новостей в компании различных гостей. В дальнейшем появились программы «Будет хуже» главного редактора «Медиазоны» Сергея Смирнова и «Где деньги?» политика Владимира Милова, с 28 января начала работать собственная новостная программа «Новости». Самой рейтинговой программой канала стала передача Алексея Навального «Навальный в 20:18», первые выпуски которой собирали в среднем миллион просмотров. Повышенный интерес к каналу возник на фоне организованных в прямом эфире трансляций акций 26 марта, по итогу которых зрители могли в прямом эфире увидеть взлом офиса ФБК сотрудниками полиции и задержания сотрудников фонда. В раскрутке канала не использовалось коммерческое продвижение из-за отказа со стороны «Вконтакте» и «Одноклассников» от политической тематики (от платного продвижения на YouTube было решено отказаться по итогам мэрских выборов 2013 года). В сентябре 2018 года произошёл перезапуск «Навальный Live», генеральным продюсером которого стала Любовь Соболь.
В августе 2018 года были запущены подкасты Сейчас расскажем, в которых обсуждались различные темы (так, первые три выпуска были посвящены пенсионной реформе, конфликту редакции и владельца российской версии Forbes и пыткам в тюремных колониях).
В 2022 году запущен YouTube-канал Популярная политика. 
В июле 2022 года запущено интернет-СМИ «Сирена» в формате телеграм-канала. Редакцию возглавил бывший главный редактор новосибирского портала НГС Андрей Затирко. 16 августа 2024 года Минюст РФ объявил Сирену иностранным агентом.
16 апреля 2024 года запущен документальный проект «Предатели» о 1990-х годах и о том, как Владимир Путин пришёл к власти.

### Другие проекты
«РосВыборы» — проект по наблюдению за президентскими выборами в России 2012 года. В рамках этого проекта совместно с представителями различных политических партий и общественных объединений на избирательные участки было направлено около 12-17 тысяч независимых наблюдателей.
«#20» (за криминализацию незаконного обогащения чиновниками).

## Расследования
5 августа 2020 года на канале «Навальный LIVE» вышло видео с подсчётом всей суммы, выявленной работой ФБК. Подсчёт основан только на расследованиях ФБК, исключая расследования региональных штабов, только расследования, в которых дело касается имущества, и только расследования в свободном доступе.
Итоговая сумма составила — 168 704 000 000 рублей по курсу на момент расследований. В общей сложности было посчитано 79 расследований.

### Документальный фильм «Чайка»
1 декабря 2015 года Алексей Навальный разместил в сети документальный фильм и лонгрид «Чайка», посвящённый расследованию Фонда борьбы с коррупцией о деятельности сыновей и коллег генерального прокурора РФ Юрия Чайки. В частности, авторы расследования утверждали, что заместитель генерального прокурора связан с бандой Цапка из станицы Кущёвская, старший сын Юрия Чайки Артём заработал состояние на рейдерском захвате предприятий, а младший, Игорь, — на незаконно полученных государственных подрядах. За первые двое суток фильм набрал 1 миллион 400 тысяч просмотров. По состоянию на 19 сентября 2016 года фильм, размещённый на видеохостинге YouTube, посмотрело свыше 5 миллионов уникальных пользователей. Фильм получил специальный приз на фестивале документального кино «Артдокфест» в декабре 2015 года.
Бюджет фильма составил 250 тысяч рублей, а принёс Фонду борьбы с коррупцией пожертвований на сумму 3,5 млн рублей.
7 декабря 2015 года пресс-секретарь президента РФ Дмитрий Песков заявил, что фильм не вызвал интереса у Кремля, поскольку речь в нём идёт не о генпрокуроре, а о его совершеннолетних сыновьях.
Согласно исследованию «Левада-центра», проведённому в середине декабря 2015 года, о фильме «Чайка» знало 38 % россиян. При этом 82 % россиян, слышавших о фильме, считали описанные в нём коррупционные схемы и связи с преступными группировками типичным явлением для современной российской власти.
В начале 2016 года в Швейцарии была рассмотрена жалоба Алексея Навального против Артёма Чайки. Фонд борьбы с коррупцией отправил 8 декабря 2015 года в генеральную прокуратуру Швейцарии жалобу, что Артём Чайка и другие лица как минимум десять лет отмывали деньги в Швейцарии. Проверка, проведённая надзорным органом, не нашла фактов отмывания денег, которые были бы связаны с именем Артёма Чайки. Кроме Чайки, в жалобе были перечислены и другие лица, в отношении которых тоже была проведена проверка. Для того, чтобы исключить предвзятость проверки, прокуратура поручила расследование специальному подразделению полиции в Лугано, кантон Тичино, расследующему «беловоротничковую» преступность.
Адвокат Артёма Чайки передал в газету РБК информацию, что Артём Чайка получил извещение от прокуратуры Швейцарии об отсутствии к нему претензий, и что Чайка на основании собственного обращения получил от официальных лиц Греции подтверждение законности проведённой им сделки по приобретению отеля на острове Халкидики.

### Документальный фильм «Он вам не Димон»
2 марта 2017 года ФБК опубликовал фильм-расследование о предполагаемых активах председателя правительства России Дмитрия Медведева. Рассказчиком в фильме выступил Навальный, который утверждал, что Медведев возглавляет многоуровневую коррупционную схему и владеет многомиллиардной недвижимостью, приобретённой через благотворительные фонды и организации, юридически оформленные на доверенных лиц, на деньги олигархов и кредиты в Газпромбанке. За первые сутки на видеохостинге YouTube фильм набрал более 2,5 млн просмотров, в дальнейшем количество просмотров превысило 22 миллиона.
Пресс-секретарь председателя правительства России Наталья Тимакова заявила, что расследование Навального представляет собой «пропагандистский выпад» оппозиционера. Сам Медведев сначала никак не прокомментировал расследование ФБК и 10 марта заблокировал Навального в Instagram'е.
Навальный призвал своих сторонников выйти на митинги. Акции протеста прошли 26 марта 2017 года в 97 городах России, некоторые из них собрали по несколько тысяч человек. После митингов Медведев охарактеризовал Навального как «судимого персонажа» и назвал расследование ФБК «чушью», снятой за «большие деньги» не от «народа», а от «частных спонсоров». Выступая в Государственной думе 19 апреля 2017 года, Медведев отказался комментировать расследование, назвав его «абсолютно лживыми продуктами политических проходимцев».
12 июня 2017 года по призыву Навального вновь прошли протесты против коррупции. Во время интервью журналистам пяти российских телеканалов 30 ноября 2017 Медведев отказался комментировать фильм ФБК, объяснив, что именно на это рассчитывают «всякие обормоты и проходимцы». Отсутствие судебного иска к создателям фильма со своей стороны Медведев объяснил нежеланием создавать «проходимцам» (Медведев ни разу не произнёс фамилию Навального) дополнительную рекламу.

#### Реакция Алишера Усманова
Один из героев фильма, предприниматель Алишер Усманов, подал в апреле 2017 года иск против Навального и ФБК.
31 мая Люблинский районный суд Москвы полностью удовлетворил иск Усманова к Навальному и обязал ответчика «в течение 10 дней удалить видеоролики и публикации … и опубликовать опровержение в срок не менее 3 месяцев…». Таким образом, суд обязал удалить фильм с YouTube, удалить сайт, где размещены результаты расследования, удалить и опубликовать опровержение утверждений о том, что Усманов дал взятку заместителю председателя правительства Игорю Шувалову, и обвинений в существовании цензуры в издательском доме «Коммерсантъ», подконтрольном Усманову. Навальный отказался удалять фильм и обжаловал решение в апелляционной инстанции.
11 августа Мосгорсуд отказал Навальному в удовлетворении жалобы на это решение. Решение суда по иску вступило в законную силу и стало обязательным для исполнения.

### Расследование о самолётах, принадлежавших ВТБ-Лизинг

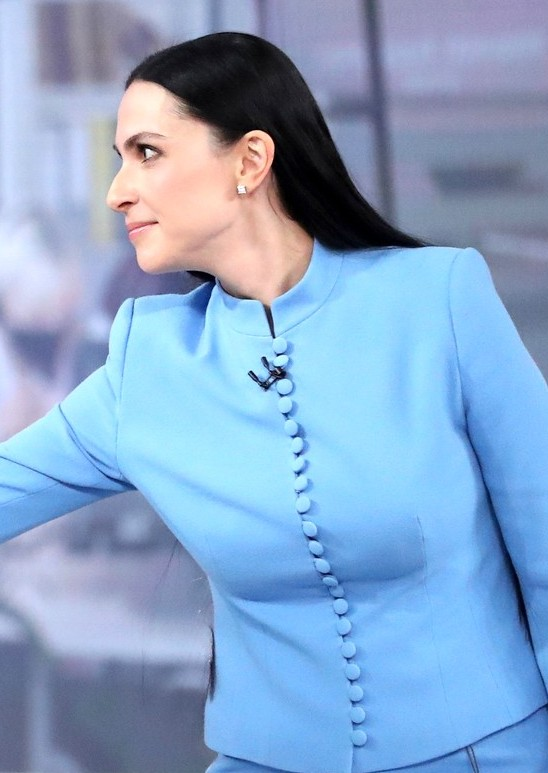
Наиля Аскер-заде

2 декабря 2019 года на YouTube было выпущено расследование Навального о личных отношениях главы ВТБ Андрея Костина с журналисткой ВГТРК Наилей Аскер-заде, в котором утверждалось, что журналистка, вероятно, пользуется 62-метровой яхтой и самолётом Bombardier Global 6000 оценочной стоимостью 8 млрд рублей, который приобрёл или арендует глава ВТБ. Навальный обвинил Костина в коррупции, мотивируя тем, что официальная зарплата руководителя банка не смогла бы покрыть эти расходы. Видео с расследованием за сутки набрало более 2,5 миллиона просмотров, однако российские официальные информационные агентства через несколько часов удалили со своих новостных лент любые упоминания о нём.
Согласно пояснению ВТБ-Лизинг, самолёты из расследования Навального не имеют отношения к группе ВТБ и связанным с ней лицам; данные самолёты были проданы банком в 2017 году ввиду риска ущерба от санкций.
Анализируя расследование, издание The Bell приходит к выводу, что из опубликованных Навальным данных сделать вывод о собственниках самолёта и яхты, а также о том, кто оплачивал путешествия журналистки, невозможно. Реагируя на обвинения Навального, телеканал Россия 24 запустил повтор эфиров журналистки.
25 декабря Костин заявил, что подумает, какие действия предпринять насчёт расследования, и отказался его комментировать.
26 декабря 2019 года ФБК выпустил продолжение расследования, в котором утверждалось, что самолёты, на которых, согласно предыдущим расследованиям ФБК, летали Аскер-заде и Светлана Медведева, управляются, как и до продажи, компанией-оператором, связанной с руководителем аппарата главы ВТБ Александром Воронцовым.

### Расследование о «Дворце Путина»
19 января 2021 года ФБК опубликовал расследование «Дворец для Путина. История самой большой взятки» о так называемом дворце Владимира Путина. Расследование было сделано до возвращения Навального в Россию 17 января и опубликовано спустя сутки после того, как суд в Химках отправил основателя ФБК Алексея Навального на 30 суток в СИЗО после его возвращения в Россию из Германии. В расследовании, как утверждается, раскрыта схема финансирования строительства дворца, а также показаны его интерьеры. Фильм стал самым просматриваемым роликом на YouTube за 19 января.

### Другие расследования
В 2013 году Навальный опубликовал документы, которые подтверждали наличие незадекларированной квартиры у депутата Госдумы от «Единой России» Владимира Пехтина. Вследствие разразившегося скандала в СМИ Пехтин добровольно сложил депутатский мандат. В дальнейшем данный скандал именовался «пехтингом».
В феврале 2014 года заявление «РосПила» стало причиной ареста заместителя мэра Читы Вячеслава Шуляковского, заподозренного в манипуляциях с квартирами детей-сирот.
Также Навальный опубликовал информацию о сомнительных государственных закупках при подготовке к Олимпиаде в Сочи на сумму 7,3 млрд рублей.
Навальный заявлял о наличии у первого заместителя председателя правительства РФ Игоря Шувалова квартиры в центре Лондона.

### Антивоенная деятельность
22 декабря 2021 года, когда Россия начала стягивать войска к границе с Украиной, было выпущено расследование о первом главе ДНР Александре Бородае, в котором прозвучали призывы к россиянам не принимать участия в боевых действиях против Украины.
26 апреля 2022 года команда Алексея Навального опубликовала список «коррупционеров и разжигателей войны». Туда попало около 6 тысяч человек: как пишут авторы списка, «Путин и его соучастники: чиновники, олигархи, пропагандисты».
4 октября 2022 года было объявлено о возрождении сети сторонников в регионах.

## Признание и награды
- 9 февраля 2021 года российский режиссёр и сценарист Алексей Красовский передал Фонду борьбы с коррупцией в качестве талисмана свою статуэтку кинематографической премии «Ника», полученной им в 2017 году из рук режиссёра Павла Чухрая:

В этом году мне предстояло уже в качестве члена академии выбрать лучшие картины и лучших создателей. Однако, среди документальных фильмов я снова не увидел работ фонда. Исправить это я не могу, но поддержать ребят, снимающих сильные фильмы и получающих вместо наград уголовные статьи, посчитал необходимым. Разумеется, я это сделал не от лица всей академии, от себя лично, передав её как талисман. Пусть богиня победы принесёт теперь удачу им, мне она помогла.
- 26 февраля 2021 года Алексею Навальному и сотрудникам ФБК Георгию Албурову и Марии Певчих была присуждена премия «Редколлегия» за высокое журналистское качество расследования о дворце в Геленджике. Сергей Пархоменко, один из членов жюри, так прокомментировал вручение награды:

«Это прежде всего исключительного качества уровень подачи материала, то, что связано с видеомастерством, инфографией, съемками этого фильма. Плюс — высокий аналитический уровень, когда они использовали и те сведения, которые были известны уже раньше, и дополнили их большим количеством новой информации, прежде всего связанной с финансовыми и организационными схемами, которые потребовались для того, чтобы соорудить этот дворец. Все это вместе, на наш взгляд, является журналистским расследованием чрезвычайно высокого качества».
- В феврале 2021 года появилась инициатива экспертного совета премии «Белый слон» по выдвижению расследования Алексея Навального «Дворец для Путина» на награждение специальным призом «Событие года». Большинство экспертов одобрили это намерение, но оно не понравилось организаторам из Союза кинематографистов — в результате гильдия сняла с себя обязанности организатора премии «Белый слон»[131][132][133][134]. 11 апреля стало известно, что Алексей Навальный и ФБК получили приз «Событие года» за цикл фильмов-расследований[135].

## Критика и скандалы
26 мая 2017 года ФБК удалил опубликованный накануне ролик «Кому принадлежит всё телевидение России», посвящённый медиаактивам Юрия Ковальчука, из-за «вкравшихся» фактических ошибок (среди них — фактические ошибки и устаревшая информация). Пресс-секретарь Алексея Навального Кира Ярмыш принесла извинения, поблагодарила указавших на ошибки и пообещала сделать новый ролик на эту же тему.
В феврале 2019 года ФБК опубликовал видео, на котором женщина, представившаяся Натальей Шиловой, бывшей сотрудницей одной из фирм в структуре, принадлежащей Евгению Пригожину компании «Конкорд», рассказала о поставках некачественного питания в школы и детские сады. После того, как пользователи соцсетей указали на то, что одна из фотографий — фейковая, ролик был удалён и заново опубликован уже с вырезанной фотографией. Пресс-служба «Конкорда», со своей стороны, опровергла факт сотрудничества с Шиловой. В интервью «Медузе» юрист ФБК Любовь Соболь рассказала, что сотрудники фонда не пытались верифицировать заявления Шиловой, поскольку видео, опубликованное 18 февраля, «не являлось расследованием». 21 февраля 2019 года ситуация с расследованием обсуждалась за круглым столом Общественной палаты, где Соболь вступила в полемику с главным редактором «Эха Москвы» Алексеем Венедиктовым.
В июне 2019 года прокуратура начала проверку двух сотрудников ФБК: Руслана Шаведдинова и Вячеслава Гимади — по ч. 1 ст. 5.61 КоАП (оскорбление). Поводом стала жалоба со стороны активистки движения «Гражданский патруль» Светланы Кондратьевой, которая участвовала в слежке за Шаведдиновым и Гимади.
Также в июне 2019 года WSJ стало известно, что израильское расследовательское агентство Black Cube собирает компромат на главу ФБК Алексея Навального. Исполнительный директор ФБК Владимир Ашурков, компания которого занимается организацией мероприятий, получил письмо от компании Nile Bridge Capital с просьбой устроить вечеринку в Лондоне. Однако на встрече с представителем Nile Bridge по имени Патрик Дайан Ашуркову было задано много вопросов по поводу его работы на Навального, которые Ашурков отклонил как подозрительные. Как рассказали WSJ источники, Дайан, а также его коллега, которая называла себя Ванессой Коллинс, были сотрудниками Black Cube. Комментируя эту историю, Навальный показал визитки, под которыми представители агентства посылали своих сотрудников под видом «клиентов» и «журналистов» к знакомым Навального, к бывшим сотрудникам ФБК и т. д., однако, ничего не нашли. По предположению Навального, за сбором компромата может стоять Алишер Усманов. Последний опроверг свою причастность к истории и заявил, что не интересуется Навальным.
В ходе телефонной беседы с президентом Франции Эмманюэлем Макроном, состоявшейся 14 сентября 2020 года, Владимир Путин заявил, что ФБК шантажировал депутатов и чиновников.
8 февраля 2021 года видеохостинг YouTube заблокировал видео разговора Навального со своим предполагаемым отравителем, которое имело на тот момент более 27,5 млн просмотров. В качестве причины указано нарушение авторских прав корпорации ViacomCBS. Спустя 5 часов видеохостинг разблокировал видео, никак не комментируя ситуацию.
15 апреля 2021 года с сайта «Свободу Навальному!»  произошла утечка 600 тысяч e-mail-адресов участников акции. Позже в интернете появилась расширенная база со 112 тысячами адресов электронной почты из похищенного списка, но уже с информацией о месте жительства, учёбы и работы, а также телефонами. Был зафиксировано минимум 1421 эпизод опроса силовиками граждан, чьи данные были в опубликованных базах.  В июле 2021 года из-за ошибки программистов сайта «Умное голосование» произошла утечка 191 тысячи e-mail адресов граждан, зарегистрированных в проекте. ФБК признал ошибку.
В марте 2023 года расследование ФБК «Чёрная касса. Как Симоньян, Венедиктов и Собчак получают миллионы от Собянина» подвергли критике Лиза Лазерсон и Максим Кац в той части, которая касается Венедиктова.
В июле 2024 года Максим Кац обвинил ФБК в возмездной помощи обвиняемому в крупном мошенничестве бывшему российскому банкиру Александру Железняку в легализации за границей выведенных из закрывшегося Пробизнесбанка денежных средств посредством свидетельств в судах в пользу политического характера преследования Железняка. The Bell восстановили историю падения банка по материалам судов, данным под присягой показаниям участников событий. Изучение The Insider предоставленных документов и пояснений банкиров позволило сделать вывод о том, что выстроенная Железняком и Леонтьевым инфраструктура активно использовалась для отмывания сотен миллионов «прокурорских» долларов, уклонения от предусмотренного законом регулирования и перевода средств в офшоры, где значительная часть средств растворилась ещё до прихода АСВ.

## Санкции со стороны государства

### Дело о краже плаката
В 2014 году сотрудники Фонда борьбы с коррупцией Георгий Албуров и Никита Кулаченков были вызваны в Следственный комитет для предъявления им обвинений по ст. 158 ч. 2 пункты «а» и «в» (кража группой лиц по предварительному сговору с причинением значительного ущерба).
Сотрудников ФБК обвиняют в том, что они украли картину «Плохой и хороший человек» художника-любителя Сергея Сотова, которая висела на заборе во Владимире. После того, как картина была подарена Навальному на день рождения, следователи изъяли её и завели дело о краже.

### Внесение в список иностранных агентов
В октябре 2019 года Минюст России включил ФБК в список иностранных агентов. По утверждению министерства, фонд борьбы с коррупцией пытался оказывать влияние на органы госвласти и организовывал митинги, получая иностранное финансирование. В ведомстве заявили, что в сентябре фонд получил около 140 тысяч рублей от компаний Roberto Fabio Monda Cardenas (Испания) и Star-Doors.Com (США).
Телеканал «РЕН ТВ» первым продемонстрировал фотографию платёжного документа из испанского банка, на котором запечатлён факт перевода денег от испанской компании Roberto Fabio Monda Cardenas на 110 тысяч рублей. В документе заказчиками числятся два имени: Роберто Фабио Мона и Франсиско Суарес, при этом их полные имена на фотографии скрыты. Георгий Албуров, представитель ФБК, комментируя этот репортаж, подчеркнул, что такую выписку журналисты «РЕН ТВ» в испанском банке получить не могли, поскольку её могут выдать только отправителю, с которым, если исходить из текста их же статьи, связаться было невозможно.
Директор ФБК Иван Жданов заявил, что ФБК нашёл платёж на заблокированный счёт от неизвестной ему испанской компании в размере 140 тысяч рублей. По его словам, ФБК возвращает такие платежи отправителям, но ввиду блокировки счёта отследить такой платёж сложно, а вернуть средства невозможно. По мнению Жданова, поступление этой суммы из Испании похоже на провокацию.
Также Жданов подчеркнул, что финансирование фонда происходит исключительно за счёт пожертвований граждан России, и денег из-за рубежа фонд никогда не получал. Он также отметил, что вся деятельность фонда прозрачна, и регулярно сдаются отчёты в Минюст. Решение о признании ФБК иноагентом Жданов объяснил как попытку «задушить» деятельность фонда и выразил намерение его обжаловать. При этом, по его мнению, наличие статуса иноагента не повлияет на деятельность фонда, поскольку сотрудники фонда уже привыкли к постоянному давлению.
18 октября 2019 ФБК подал иск к Минюсту с просьбой признать незаконным его внесение в реестр и обязать Минюст исключить организацию из этого списка.
1 ноября 2019 года Замоскворецкий суд Москвы признал законным решение внести Фонд борьбы с коррупцией в список иностранных агентов.
26 ноября 2019 года Минюст отказался предоставить директору ФБК Жданову копии документов, на основании которых ФБК был внесён в список иностранных агентов. Согласно ответу Минюста, эти документы поступили с пометкой «Для служебного пользования», что делает невозможным их разглашение.
В январе 2020 года Мосгорсуд оставил решение в силе.

#### Информация об отправителях
По данным «Ведомостей», Star-Doors.Com LLC — американская компания, которая занимается производством дверей для шкафов. Согласно информации из официального реестра юридических лиц Флориды, контактными лицами компании являются Юлия и Юрий Маслиховы. Одна из сотрудниц компании подтвердила российскому сетевому изданию «Открытые медиа», что Юрий Маслихов перечислял деньги фонду, однако делал это как частное лицо. Также она подчеркнула, что Маслихов имеет российское гражданство. Юрий Маслихов рассказал, что перевёл 50 долларов со своего PayPal-аккаунта на аккаунт директора ФБК Ивана Жданова, так как является противником коррупции, хотя и не поддерживает Навального лично. Он заявил, что не связан со спецслужбами или государственными структурами России, и его перевод не являлся провокацией. Ранее он жертвовал ФБК деньги с карточек российских банков, и планирует поддерживать ФБК в будущем. Маслихов пожаловался на появившиеся после огласки его перевода письма с угрозами и публикации о своём якобы криминальном прошлом.
Roberto Fabio Monda Cardenas также является частным лицом. По данным Deutsche Welle, незадолго до октября 2019 он безуспешно пытался устроиться на должность рядового полицейского в муниципальной полиции мадридского пригорода Махадаонда. В телефонном интервью «Медузе» Монда подтвердил, что сделал два перевода на счёт ФБК, так как решил помочь деньгами фонду, о котором прочёл весной 2019 в СМИ. Он не говорит по-русски, ни разу не бывал в России, и, по его словам, не знает никого из России, кроме нескольких девушек в Испании. Монда не смог назвать СМИ, в которых прочёл о ФБК. На вопрос, почему он сделал два перевода с перерывом в две недели, он ответил, что сначала хотел убедиться, что перевод действительно дошёл. В ответ на вопрос, как его платёжная квитанция могла оказаться в распоряжении российского канала РЕН-ТВ, Роберто Монда сначала долго молчал, потом предположил, что его телефон могли взломать. Он заявил, что очень обеспокоен тем, что его личные данные оказались у российских СМИ. По мнению «Медузы», неясно, как Монда мог убедиться, что первый перевод от 6 сентября дошёл до ФБК, так как счета ФБК были заблокированы 19 августа. По словам Ивана Жданова, реквизиты заблокированных счетов были убраны с сайта также в августе.

#### Возможные последствия признания иностранным агентом
По мнению юриста «Команды 29» Максима Оленичева, объявление ФБК иностранным агентом станет поводом для отказа в участии в выборах людям, тесно связанным с ФБК.
Российский правозащитник Григорий Мельконьянц, сопредседатель общественной организации в защиту прав избирателей «Голос», которая в 2016 году также была признана иноагентом, рассказал, с какими трудностями теперь может столкнуться ФБК. Так, он указал четыре возможных проблемы: предлог для запрета участия в выборах, угрозу многомиллионных штрафов, трудности коммуникации с госорганами и социальную стигматизацию, то есть упоминание в СМИ фонда с негативно окрашенной ремаркой «иноагент».

#### Санкции
В феврале 2020 года Роскомнадзор составил и направил в суд протоколы об отсутствии маркировки на странице ФБК в Instagram’е, а также в YouTube-канале «Навальный LIVE». Директор ФБК Жданов заявил, что ФБК не согласен с требованием маркировки в Instagram’е по процессуальным основаниям, а «Навальный LIVE» зарегистрирован на юрлицо, которое ранее не признавалось иноагентом. В марте 2020 года суд оштрафовал ФБК на 500 тыс. рублей за нарушение закона об иноагентах (ст. 19.34 КоАП). В июле 2020 года Симоновский суд Москвы оштрафовал директора ФБК Жданова на 200 тыс. рублей за отсутствие маркировки «иностранный агент» в инстаграмме ФБК и на YouTube-канале «Навальный Live», хотя канал, по словам Жданова, не имеет юридического отношения к ФБК, а также — сам ФБК на 600 тыс. рублей за отсутствие маркировки «иностранный агент» в YouTube-канале «Навальный Live» и за отказ регистрироваться как иноагент.

#### Исключение из списка
29 сентября 2021 года Минюст исключил ФБК из реестра «иностранных агентов» в связи с ликвидацией организации.

### Призыв сотрудников на военную службу
У менеджера проектов ФБК Руслана Шаведдинова 23 декабря 2019 года был проведён обыск, он был лишён мобильной связи и возможности вызвать адвоката. После обыска он был задержан и отправлен в местный военкомат, откуда был расквартирован на архипелаг Новая Земля для прохождения военной службы. Шаведдинов оспаривал свою годность к военной службе, но 23 декабря Мосгорсуд во второй инстанции отказал ему.
Занимавшегося эфирами программ на YouTube-канале Навального Артёма Ионова, у которого диагностирована астма, 22 июня 2020 года забрали на распределительный пункт в Железнодорожном Московской области. По словам директора ФБК Жданова, у Ионова отобрали средства связи, также к нему не пускали юриста. 26 июня военкомат Московской области отправил Ионова в армию, затем стало известно, что его отправили в Благовещенск. ЕСПЧ в приоритетном порядке принял жалобу на призыв Ионова и обязал Россию до 31 июля 2020 года предоставить информацию, касающуюся обоснованности призыва Ионова.

### Переход на другое юридическое лицо
В феврале 2019 года ФБК опубликовал расследование, в котором сообщалось, что в декабре 2018 года в детских садах и школах Москвы произошло массовое пищевое отравление детей. ФБК обвинил в этом ООО «Комбинат питания „Конкорд“», ООО «Московский школьник» и ООО ВИТО-1, которые связал между собой и с Евгением Пригожиным. Впоследствии московские школы № 760 и № 1554 добились взыскания штрафов с «Московского школьника» из-за поставок некачественной еды.
В апреле 2019 года «Московский школьник» подал иск к ФБК, Навальному, юристу ФБК Любови Соболь, занимавшейся расследованием, и своей бывшей сотруднице Наталье Шиловой, участвовавшей в расследовании.
В октябре 2019 года Арбитражный суд Москвы обязал Навального выплатить 29,2 млн рублей как возмещение упущенной выгоды и вреда профессиональной репутации. Такую же сумму суд обязал выплатить Любовь Соболь и ФБК. Апелляционный суд оставил это решение в силе.
В июле 2020 года Навальный заявил, что не видит смысла собирать деньги на уплату «огромной суммы», ему и Соболь «до конца путинской власти» придётся жить с заблокированными счетами и приставами, изымающими любое их имущество в пользу «повара Путина», а ФБК перейдёт на другое юридическое лицо.
В августе 2020 года Леонид Волков заявил, что бренд «Фонд борьбы с коррупцией» будет сохранён независимо от названия нового юридического лица.

### Высылка и «выдавливание» сотрудников из России
21 января 2021 года юрист ФБК Владлен Лось сообщил о вручении ему уведомления с требованием покинуть Россию до 25 января 2021 года и запретом на въезд в страну до 27 ноября 2023 года. В феврале 2022 бывший сотрудник ФБК Фёдор Горожанко покинул Россию после завяления на суде о давлении со стороны следствия. В конце февраля 2022 года из-за давления силовиков и попытки ареста покинуть Россию был вынужден волонтёр штаба Навального в Твери Артур Баврин, причиной стала координация помощи задержанным на антивоенных акциях в первые дни войны. Россию также были вынуждены покинуть координаторы штабов Навального в Кургане (Алексей Шварц), Петербурге (Ирина Фатьянова), Чебоксарах (Семён Кочкин), Калининграде (Мария Петухова), Иркутске (Сергей Беспалов).

### Признание экстремистской организацией
В феврале 2021 года Генеральная прокуратура отправила в регионы поручение собрать и выслать в Москву досье на сторонников Навального за последние три года. 16 апреля 2021 года прокуратура Москвы направила в Московский городской суд иск о признании ФБК экстремистской организацией. Сам иск содержал более трёх тысяч страниц и имел следующую структуру: засекреченные материалы (1500 стр., 31,1 %), скриншоты (1005, 27,1 %), выписки документов (77, 16 %), предостережения прокуратуры (404, 8,4 %), решения судов по административным делам (332, 6,9 %), решения судов по уголовным делам (234, 4,9 %), материалы уголовных дел (116, 2,4 %), материалы административных дел (59, 1,2 %), другие решения судов (50, 1 %) и справки и письма силовиков (49, 1 %).
Экстремистской также предложили считать ФЗПГ («Фонд защиты прав граждан»). Эта организация в 2020 году формально пришла на замену названия ФБК, который Алексей Навальный решил ликвидировать из-за проигранного иска. Материалы дела о признании Фонда борьбы с коррупцией и штабов Навального экстремистскими организациями засекретили, ознакомиться с материалами можно было только в день заседания.
26 апреля 2021 года состоялось предварительное заседание суда по делу. Заседание проходило в закрытом режиме. Прокуратура подала ходатайство в качестве обеспечительных мер приостановить деятельность ФБК и ФЗПГ. Ходатайство было удовлетворено на следующий день. Ранее прокурор самостоятельно приостановил деятельность штабов Навального.
29 апреля 2021 года Леонид Волков, глава сети региональных штабов Навального, объявил об их роспуске.
17 мая 2021 года должно было пройти первое заседание по иску московской прокуратуры о признании Фонда борьбы с коррупцией, Фонда защиты прав граждан и общественного движения «Штабы Навального» экстремистскими организациями, однако, заседание было перенесено на 9 июня.
9 июня 2021 года ФБК признан экстремистской организацией и запрещён на территории России. В своём решении судья Вячеслав Полыга упомянул:
- показанный в передаче «Навальный LIVE» ролик «Припомним жуликам и ворам их манифест-2002», публикацию которого Полыга счёл сделанным «в рамках осуществления совместной деятельности, направленной на достижение общих целей»,
- наличие у ФБК сотрудников, которые занимаются съёмкой и продюсированием видео,
- участие членов ФБК, штабов и просто сторонников Навального в митингах, согласованных и не согласованных с властями, отдельно упомянуто санитарное дело.
- в решении утверждается, что на митингах, организованных ФБК, звучали призывы к террористической и экстремистской деятельности, а их участники били силовиков.

16 июня 2021 года на пресс-конференции в Женеве Владимир Путин сказал, что Фонд борьбы с коррупцией (ФБК) признали экстремистской организацией в том числе из-за того, что фонд «вовлекал в уличные мероприятия несовершеннолетних и публично давал инструкцию о том, как готовить коктейли Молотова для того, чтобы использовать их против правоохранительных органов». При этом в иске прокуратуры «коктейли Молотова» упомянуты единожды: в материалах встречается прекращённое дело обвинявшегося в публичных призывах к экстремистской деятельности жителя Саратовской области Владимира Кадыкова, никак не связанного с самим ФБК.

#### Реакция ФБК
23 июня 2021 года на YouTube-канале Алексея Навального вышло видео «Главный процесс года. За что закрыли ФБК», в котором Иван Жданов продемонстрировал 23 тома материалов административного дела против ФБК. По его словам в деле из полученных 3323 страницы: 436 страниц предостережений, которые разносят перед митингами; 387 страниц с делами на людей, которые никак не связаны с ФБК; 124 страницы посланий одного ведомства другому; 22 страницы пустые; 24 нечитаемые; а также 1306 скриншотов и описаний интернет-страниц.

### Удаление материалов в СМИ
1 февраля 2022 года Роскомнадзор направил письма ряду русскоязычных СМИ с требованием удалить материалы, написанные по расследованиям ФБК. В частности РКН потребовал удалить материалы о расследовании «Он вам не Димон», публикации о «дворце Путина» под Геленджиком, недвижимости главы Татарстана Рустама Минниханова, дачах главы Роскосмоса Дмитрия Рогозина, пентхаусе тёзки жены депутата Леонида Слуцкого, квартире главы «Ростеха» Сергея Чемезова, дорогих нарядах вице-мэра Москвы по вопросам социального развития Анастасии Раковой, о доходах и собственности семей премьер-министра РФ Михаила Мишустина и министра финансов Антона Силуанова, о самолёте и яхте телеведущей Наили Аскер-заде, о коррупции на съёмках фильма «Крымский мост» Маргариты Симоньян и Тиграна Кеосаяна, о частном самолёте жены Дмитрия Медведева, о российской и зарубежной недвижимости телеведущего Владимира Соловьёва.
В своих уведомлениях Роскомнадзор ссылается на требование российской Генпрокуратуры от 28 января 2022 года, в котором говорится, что публикации распространяют материалы организации, деятельность которой запрещена в России.

### Законотворчество
В мае 2021 года Госдумой был принят закон, запрещающий избираться в любые выборные органы власти РФ тем, кто причастен к деятельности организаций, признанных экстремистскими или террористическими. В СМИ он получил название «Закона против ФБК».

### Anti-Corruption Foundation

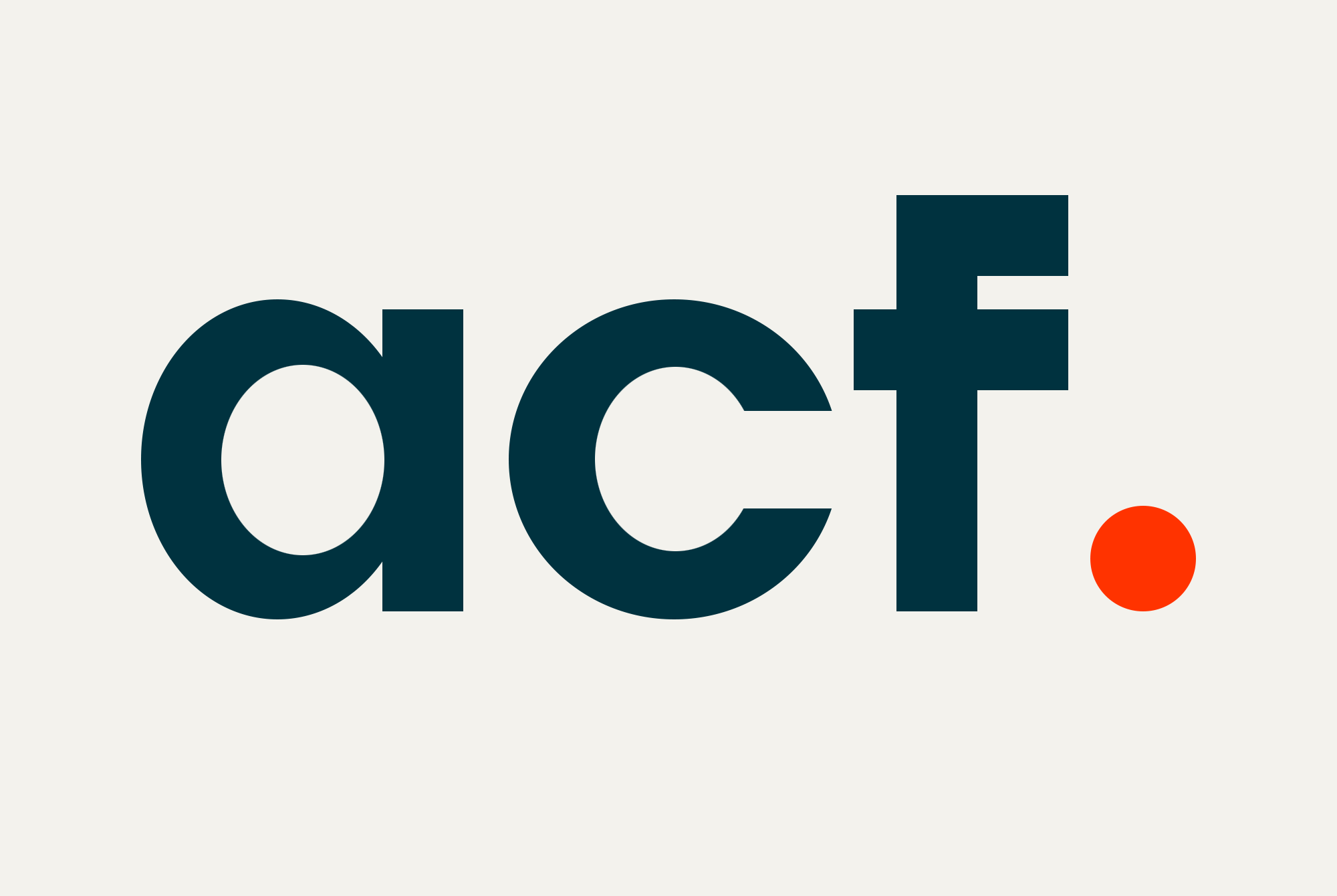
Логотип Anti-Corruption Foundation

В январе 2021 года бывший российский банкир Александр Железняк зарегистрировал в США международный некоммерческий фонд Anti-Corruption Foundation (ACF).
Деятельностью организации, как и до того российского «Фонда борьбы с коррупцией», являются журналистские расследования, раскрытия коррупционных схем и пресечения коррупции в высших органах российской власти, а также продвижение международных санкций против коррупционеров.
22 марта 2022 года Алексея Навального приговорили к 9 годам колонии строгого режима. В своём последнем слове политик объявил о создании международного «Фонда борьбы с коррупцией», который помимо своей прежней деятельности займётся привлечением коррупционеров из своих расследований к международной ответственности.
26 апреля фонд опубликовал список из шести тысяч человек, по мнению организации причастных к коррупции и разжиганию войны с Украиной. Anti-Corruption Foundation предлагает ввести против всех этих лиц международные санкции. Подобные «предсанкционные» списки с 2019 года параллельно создаёт также «Форум свободной России», возглавляемый Гарри Каспаровым.
19 мая Европарламент принял резолюцию, в которой в частности потребовал от Совета ЕС ввести санкций против лиц из списка Anti-Corruption Foundation, что стало результатом встреч Леонида Волкова с главой европейской дипломатии Жозепом Боррелем и депутатом Европарламента Ги Верхофстадтом.
11 июля 2022 года Навальный объявил из заключения об официальном запуске международной антикоррупционной организации «Anti-Corruption Foundation».
В руководящий состав входят Алексей Навальный (до своей смерти в 2024 году), Леонид Волков, Анна Ведута (вице-президент), Владимир Ашурков (директор), Юлия Навальная (директор), Мария Певчих, Иван Жданов (директор). В наблюдательный совет вошли Юлия Навальная (председатель совета), Ги Верхофстадт (советник), Энн Эпплбаум (советник), Фрэнсис Фукуяма (советник).
9 марта 2023 года Волков объявил, что «берёт паузу» как председатель правления фонда ACF International. Это случилось после того, как Алексей Венедиктов опубликовал письмо, которое Волков подписал в защиту банкира Михаила Фридмана, находящегося под международными санкциями. Волков сообщил, что его подпись «вфотошоплена» в документ, опубликованный Венедиктовым, однако признал, что действительно подписал письмо с просьбой о снятии санкций с руководства «Альфа-групп». 22 марта в социальных сетях Алексея Навального появилось сообщение о назначении Марии Певчих новым председателем совета директоров.
1 июня 2023 года стало известно, что Министерство юстиции Российской Федерации внесло Anti-Corruption Foundation International в реестр «нежелательных» организаций. Ранее в декабре 2022 года Минюст включил ACF в список «иноагентов».

## Фильмы
Плейлист «Фонд борьбы с коррупцией» (рус.) на YouTube
| Дата выхода          | Название                                                           | Продолжительность | Ссылка |
| -------------------- | ------------------------------------------------------------------ | ----------------- | ------ |
| 1 декабря 2015 года  | Чайка                                                              | 44 минуты         | Видео  |
| 2 марта 2017 года    | Он вам не Димон                                                    | 50 минут          | Видео  |
| 8 февраля 2018 года  | Яхты, олигархи, девочки: охотница на мужчин разоблачает взяточника | 25 минут          | Видео  |
| 14 декабря 2020 года | Дело раскрыто. Я знаю всех, кто пытался меня убить                 | 52 минуты         | Видео  |
| 21 декабря 2020 года | Я позвонил своему убийце. Он признался                             | 33 минуты         | Видео  |
| 19 января 2021 года  | Дворец для Путина. История самой большой взятки                    | 113 минут         | Видео  |